# Macbride Head
Macbride Head är en udde i territoriet Falklandsöarna (Storbritannien). Den ligger i den nordöstra delen av ögruppen, 40 km norr om huvudstaden Stanley.